# Українсько-кувейтські відносини
Українсько-кувейтські відносини — відносини між Україною та Державою Кувейт.
Дипломатичні відносини між Україною та Кувейтом було встановлено 18 квітня 1993 року.
Посольство Кувейту в Україні було відкрито у жовтні 1995 року, а Посольство України в Кувейті — в лютому 2003 року.